# Charles Adcock
Charles Norman Adcock (Boston, 21 febbraio 1923 – Boston, 9 dicembre 1998) è stato un calciatore inglese, di ruolo attaccante.
Secondo alcune fonti sarebbe morto il 21 dicembre 1998.

## Carriera

Charles Adcock

Arrivò in Italia al seguito delle truppe alleate (dopo, secondo alcune fonti, aver militato in patria nell'Aston Villa) e fu tesserato nel Padova, militante in Serie B, nel 1946, diventando il primo giocatore britannico a giocare come professionista in Italia.
Nella sua prima stagione fece registrare 28 presenze siglando nove reti, con la squadra che terminò al secondo posto del Girone B nell'anno successivo l'inglese mise a segno diciassette reti in 33 presenze, contribuendo al primato nel Girone B dopo che lui e Vitali (con 18 centri) guidarono un attacco che chiuse la stagione con un bottino di 71 reti.
Adcock esordì in Serie A il 19 settembre 1948 in Genoa-Padova 7-1 (in cui segnò l'unica rete dei padovani, disputando in totale 27 gare con 7 marcature siglate.
Venne poi ceduto alla Triestina, sempre nella massima serie, dove sotto la guida di Nereo Rocco segnò quattro gol in 17 presenze: la squadra terminò la stagione all'ottavo posto. Nel 1950-1951 passò al Treviso in Serie B, ancora sotto la guida di Rocco, disputando solo 9 gare mettendo a segno una rete Successivamente tornò in patria, dove militò come non professionista tra le file del Peterborough United.
In totale, ha disputato 40 partite (con 11 reti) in Serie A e 70 (con 28 reti) in Serie B.

## Statistiche

### Presenze e reti nei club
| Stagione      | Club                | Campionato    | Campionato | Campionato |
| Stagione      | Club                | Comp          | Pres       | Reti       |
| ------------- | ------------------- | ------------- | ---------- | ---------- |
| 1946-1947     | Padova              | B             | 28         | 10         |
| 1947-1948     | Padova              | B             | 33         | 17         |
| 1948-1949     | Padova              | A             | 23         | 7          |
| Totale Padova | Totale Padova       | Totale Padova | 84         | 33         |
| 1949-1950     | Triestina           | A             | 17         | 4          |
| 1950-1951     | Treviso             | B             | 9          | 1          |
| 1951-1952     | Peterborough United | ?             | 10         | 5          |
| Totale        | Totale              | Totale        | 120        | 43         |

## Palmarès

### Club

#### Competizioni nazionali
- Serie B: 1

Padova: 1947-1948